# (1310) Villigera
(1310) Villigera est un astéroïde de la ceinture principale aréocroiseur découvert le 28 février 1932 par l'astronome allemand Friedrich Karl Arnold Schwassmann.

## Historique
L'astéroïde a été découvert par l'astronome allemand Friedrich Karl Arnold Schwassmann le 28 février 1932 à Bergedorf.
Sa désignation provisoire était 1932 DB. Il a été nommé d'après Walter Villiger (en), opticien et astronome helvético-allemand.